# دمي غز جنوبي
دمي غز جنوبي (بالفارسية: دمی‌گز جنوبی) هي قرية تقع في قسم بردخون الريفي (مقاطعة دير) في إيران. يقدر عدد سكانها بـ 43 نسمة بحسب إحصاء 2016.